# Bolbec
Bolbec – miejscowość i gmina we Francji, w regionie Normandia, w departamencie Sekwana Nadmorska.
Według danych na rok 1990 gminę zamieszkiwały 12 372 osoby, a gęstość zaludnienia wynosiła 1011 osób/km² (wśród 1421 gmin Górnej Normandii Bolbec plasuje się na 18. miejscu pod względem liczby ludności, natomiast pod względem powierzchni na miejscu 234.).